# Poyatos
Poyatos és un municipi de la província de Conca, a la comunitat autònoma de Castella-La Manxa.